# Carlo Alberto Gerbaix de Sonnaz
Carlo Alberto Gerbaix (Gerbais), Conte di Sonnaz, Barone di Aranthon, Signore di Habères, St. Romain e Vernaz (Nizza Marittima, 10 gennaio 1839 – Roma, 16 aprile 1920), è stato un diplomatico e politico italiano.

## Biografia
Figlio di Ettore e fratello di Giuseppe, entrambi senatori. In seguito ad esame di concorso, è ammesso come volontario al Ministero degli affari esteri (12 novembre 1859) durante gli anni dell'università e dopo la laurea, conseguita a Torino, viene inviato a Bruxelles come addetto di legazione. Nel 1864 viene promosso a segretario di legazione di 2ª classe e l'anno successivo gli viene affidata la legazione in Copenaghen. Successivamente, è trasferito a Stoccarda e incaricato di reggere la legazione in Monaco. Nel 1869 è promosso segretario di legazione di 1ª classe e, lo stesso anno, viene trasferito a Bruxelles, ove vi rimane per otto anni. Nel 1877 è incaricato di reggere la legazione all'Aia e l'anno seguente è riconfermato a Bruxelles. Nel 1880 è promosso consigliere di legazione. Nel 1884 viene inviato a Sofia con credenziali di agente e console generale per la Bulgaria, la quale era da poco divenuta principato autonomo, come sancito dal Trattato di Berlino del 1878. Nel 1888 viene promosso inviato straordinario e ministro plenipotenziario di 2ª classe. Nel 1893 è trasferito a l'Aia. Nel 1896 è promosso inviato straordinario e ministro plenipotenziario di 1ª classe e, successivamente, presta servizio a Lisbona. Nello stesso anno si è distinto per le sue doti di abilità e tatto nella trattativa all'Aia relativa al piroscafo inglese Delwyck, catturato da una nave italiana durante il trasporto di cinquantamila fucili destinati agli abissini, con cui l'Italia era allora in guerra. L'ultimo incarico ricoperto durante la carriera diplomatica è nel 1903 a Bruxelles con carica di ministro plenipotenziario. Nel 1904 viene collocato a riposo con grado di inviato straordinario e ministro plenipotenziario di 1ª classe.
Il 4 marzo 1904 viene nominato Senatore del Regno d'Italia.